# FIMACO
Financial Management Company Ltd (сокр. FIMACO) — компания, основанная в 1990 году в Джерси. Получила известность в результате череды скандалов, связанных со средствами кредита МВФ, операциями на долговом рынке России и вопросом получения комиссионного дохода за счёт операций с государственным валютным резервом. Также компания являлась объектом анализа в рамках расследований о судьбе партийных финансовых ресурсов Коммунистической партии Советского Союза.
Бывший зампред ЦБ России в 1991-1994 гг. Дмитрий Тулин в своей статье 2011 г. указывал, что ЦБ выводил резервы в FIMACO чтобы избежать арестов, накладываемых по требованию французской компании Noga. Та в конечном итоге проиграла свои суды по требованиям к Правительству России в 2007 г., однако в начале 90х смогла наложить арест на небольшую часть резервов Банка России. Опасаясь ареста резервов, ЦБ перевел деньги, среди которых были кредиты МВФ, офшорной компании FIMACO. В свою очередь, компания управлялась сотрудниками Евробанка, французского филиала ЦБ России.  Компания инвестировала резервы, получала с них прибыль и переводила ее в Евробанк. Комиссионные за управление также выплачивались FIMACO, однако т.к. фирма контролировать Евробанком, то в конечном итоге деньги вернулись ЦБ. При этом FIMACO покупало за счет помощи международных институтов российские государственные казначейские облигации, что считалось недобросовестной практикой у МВФ. 

## Громкие события

### Вывод резервов
Согласно Оливеру Буллоу, в 1999 году Юрий Скуратов рассказал депутатам Государственной думы, что в период 1993—1998 гг Центральный банк перевёл в пользу офшорной компании FIMACO около:
- 37,6 млрд долларов;
- 9,98 млрд немецких марок;
- 379,9 млрд иен;
- 11,98 млрд французских франков.

Большая часть средств была взята из кредита МВФ. После получения средств FIMACO инвестировала их в государственные облигации, которые на тот момент имели «фантастическую» доходность, достигающую 200 % годовых. Согласно Ивану Джеффрисону, по документам Центрального банка в 1996 году FIMACO вложило 855 млн долл. в государственные краткосрочные облигации в период с 29 февраля по 28 мая 1996 года. Борис Федоров в ответ на вопрос журналистов об операциях компании FIMACO ответил, что он поднимал данную тему, находясь на посту министра финансов, но ему сказали, что это не его дело.
МВФ обязал Центральный банк провести ревизию его отношений с компанией FIMACO, но это не дало результатов, поскольку МВФ опирался исключительно на информацию, предоставленную Центральным банком, и не имел возможности независимого аудита. Для восстановления возможностей обращения государственных активов Виктор Геращенко в 1999 году использовал возможности аудиторского поиска Pricewaterhouse-Coopers для восстановления нормальной практики учёта к началу 2000 года в целях недопущения инфляционного сокращения резервов.

### Использование кредита МВФ
На долговом рынке
Согласно Букирь М. Я., параллельно с генеральной прокуратурой депутат Государственной думы Николай Гончар раскрыл подробности финансовых операций, связанных с компании FIMACO. Так, с его слов, Центральный банк передавал в управление FIMACO валютные активы, сама компания передавала их в управление парижскому Евробанку, Евробанк в свою очередь через «родственный» российский банк Еврофинанс активно участвовал в размещении данных средств на рынке ГКО. Центральный банк регулярно передавал в управление FIMACO валютные резервы страны, кредиты МВФ и ценные бумаги Минфина.
Данная схема искусственно поддерживала рынок государственных долгов. Согласно неписаным правилам МВФ такое поведение недопустимо, поскольку страны не должны размещать валютные резервы на собственных национальных рынках.
Иные операции
Согласно прозвучавшему в Комитете по банковским и финансовым услугам Палаты представителей США в 1990 году через компанию FIMACO прошло около 50 млрд долл. США, компания получила минимум 5 млн долл США в виде процентов.

## Результаты расследований

### Расследование в Палате представителей США
В 1999 году в Палате представителей США была проведена серия слушаний по вопросу попадания криминальных средств в банковскую систему США. Было озвучено, что миллиарды долларов российского происхождения просочились с помощью сложной системы счетов и подставных компаний.
Согласно докладу Ричарда Палмера, служившим резидентом ЦРУ в Москве в 1992—1994 гг., FIMACO была одной из многих корпоративных структур, которые использовались для сокрытия активов, Как пояснил Палмер в своем докладе — история FIMACO показывает «как очень легко разграбить страну, если вы за неё отвечаете».

### Расследование Pricewaterhouse-Coopers
Было проведено в общей сумме 3 мероприятия.
В августе 1999 года отчеты были опубликованы на сайте МВФ. Уже в сентябре 1999 года отчеты были отозваны Pricewaterhouse-Coopers.

### Расследование Парижской прокуратуры
Предварительное расследование было возбуждено по представлению Комиссии по биржевым операциям и поручено отделу финансовой полиции Франции в отношении Eurobank и FIMACO.

## История компании

### Учреждение
Financial Management Company Ltd. была создана в британском офшоре Джерси (Jersey) в ноябре 1990 года по поручению одного из совзагранбанков, базирующихся в Париже — Banque Commerciale pour l’Europe du Nord (BCEN-Eurobank на 78 % принадлежал Центральному банку СССР, являясь «дочкой» Внешэкономбанка; действовал в французской юрисдикции). В марте 1992 года, компания была выкуплена в номинальное владение Eurobank за одну тысячу долларов.
Среди озвученных в разное время целей создания компании FIMACO фигурируют:
- использование компании для проверки инвестиционного механизма;
- использование компании для хранения валютных резервов;
- использование компании для проведения экспертизы.

По мнению Виктора Геращенко, компания FIMACO использовалась для скрытия активов из зоны досягаемости многочисленных кредиторов России. По мнению Бориса Федерова, компания могла быть использована для получения и накопления комиссионных инсайдерами: ввиду отсутствия необходимости ежегодно утверждать бюджет могло позволить руководству Центрального банка через FIMACO без ограничений использовать прибыль от торговой деятельности своих дочерних компаний.

### Ликвидация
Информация о ликвидации компании отсутствуют.